# Redoutable (1749)
Pour les autres navires du même nom, voir Redoutable.
Le Redoutable était un navire de guerre français de 74 canons en service de 1749 à 1759. Sa carrière se limita aux quatre premières années de la guerre de Sept Ans. Il fut perdu au combat à la bataille de Lagos.

## Caractéristiques
Le Redoutable était un vaisseau de force de 74 canons lancé selon les normes définies dans les années 1740 par les constructeurs français pour obtenir un bon rapport coût/manœuvrabilité/armement afin de pouvoir tenir tête à la marine anglaise qui disposait de beaucoup plus de vaisseaux depuis la fin des guerres de Louis XIV. Il fut mis en chantier pendant la vague de construction qui sépare la fin de guerre de Succession d'Autriche (1748) du début de la guerre de Sept Ans (1755).
Comme pour tous les vaisseaux de l’époque, sa coque était en chêne. Son gréement, (mâts et vergues) était en pin. Il y avait aussi de l’orme, du tilleul, du peuplier et du noyer pour les affûts des canons, les sculptures des gaillards et les menuiseries intérieures. Les cordages (80 tonnes) et les voiles (à peu près 2 500 m2) sont en chanvre. Un deuxième jeu de voiles de secours était prévu en soute.
Il disposait sur son pont inférieur de 28 canons de 36 livres (les plus gros calibres en service dans la flotte à cette époque) et de 30 canons de 18 livres sur son pont supérieur. En outre, 16 canons de 8 livres étaient répartis sur les gaillards. Cette artillerie en fer pesait 215 tonnes. Pour l’approvisionner au combat, le vaisseau embarquait près de 6 000 boulets pesant au total 67 tonnes. S’y ajoutaient des boulets ramés, chaînés et beaucoup de mitraille (8 tonnes). Il y avait pour finir 20 tonnes de poudre noire, stockée sous forme de gargousses ou en vrac dans les profondeurs du navire.

## Ses engagements pendant la guerre de Sept Ans
En 1756, sous les ordres du commandeur de Glandevès, il faisait partie de l'escadre de douze vaisseaux de La Galissonière partie de Toulon et chargée de protéger le débarquement sur Minorque. Le 20 mai, il participa à la bataille de Minorque qui vit la victoire de l'escadre française. 
En 1759, il intégra l'escadre de La Clue partie de Toulon et qui devait faire sa jonction avec celle de Brest pour couvrir une tentative de débarquement en Angleterre. Il fut détruit sur les côtes portugaises à l’issue de la bataille de Lagos : son équipage l’incendia sur la plage aux côtés du navire amiral l'Océan plutôt que de le laisser capturer par la Royal Navy. Le Redoutable est l'un des trente-sept vaisseaux de ligne perdus par la France pendant la guerre de Sept Ans.